# 吉村紀子
吉村 紀子（よしむら のりこ）は、日本の言語学者（理論言語学・統語論・教育言語学）。学位はPh.D.（南カリフォルニア大学・1992年）。旧姓は山下（やました）。
昭和女子大学文学部講師、静岡県立大学国際関係学部教授、静岡県立大学言語コミュニケーション研究センターセンター長、静岡県立大学学長補佐（語学教育担当）、静岡県立大学言語コミュニケーション研究センター特任教授などを歴任した。

## 来歴

### 生い立ち
明治学院大学に進学し、文学部の英文学科にて英文学を学んだ。1971年3月に、明治学院大学を卒業した。その後、カナダに渡り、ブリティッシュコロンビア州にあるブリティッシュコロンビア大学の大学院に進んだ。ブリティッシュコロンビア大学では教育学研究科にて教育学を学び、1977年5月に修士課程を修了した。このとき、ブリティッシュコロンビア大学より、Ed.M.（教育学）の学位を授与された。

### 研究者として

#### 昭和女子大学
1979年4月、昭和女子大学に採用され、文学部の講師に就任した。また、1983年9月、アメリカ合衆国カリフォルニア州の南カリフォルニア大学にて、東アジア言語文化学科のレクチャラーとなった。その間、南カリフォルニア大学の大学院に在籍し、言語学研究科にて言語学を学び、1984年5月に修士課程を修了し、M.A.（言語学）を授与された。
1986年3月、長年勤めた昭和女子大学の講師の職を退いた。1992年8月には、南カリフォルニア大学の大学院にて、言語学研究科の博士課程も修了した。このとき、南カリフォルニア大学から、Ph.D.（言語学）を授与された。

#### 静岡県立大学
1992年10月、静岡県立大学に採用され、国際関係学部の助教授に就任した。また、静岡県立大学の大学院にて、国際関係学研究科の助教授も兼任することとなった。1999年4月には、静岡県立大学の国際関係学部にて教授に昇任した。国際関係学部においては、主として国際言語文化学科の講義を担当した。国際関係学部の教授の職が本務であるが、同時に静岡県立大学の大学院にて、国際関係学研究科の教授に昇任した。その間、1998年2月から、南カリフォルニア大学の大学院にて客員研究員も兼任していた。2008年10月、静岡県立大学に言語コミュニケーション研究センターが新設されると、そのセンター長も兼務した。2013年4月1日、静岡県立大学の学長補佐（語学教育担当）を兼務することとなった。2014年3月31日、静岡県立大学を退職し教授を退いた。同年4月1日、静岡県立大学に国際関係学部の特任教授として再雇用された。国際関係学部においては、引き続き国際言語文化学科の講義を担当した。また、大学院の国際関係学研究科においても特任教授を兼務するとともに、学長補佐（語学教育担当）も引き続き兼務していた。2015年4月からは言語コミュニケーション研究センターのセンター長を兼務した。なお、同年より国際関係学部と国際関係学研究科から離れ、言語コミュニケーション研究センターの特任教授が本務となった。静岡県立大学の特任教授を退任して以降は、静岡県立大学の言語コミュニケーション研究センターにて客員教授を務めた。

## 研究
専門は言語学である。ブリティッシュコロンビア大学で教育学を修め、南カリフォルニア大学で言語学を修めていることから、言語学と、それに関連する教育学の分野について研究を行っている。特に、理論言語学、統語論、教育言語学といった領域を、専門分野としている。
具体的には、格助詞である「が」と「の」の通時的な構造や共時的な構造についての研究や、日本語のスクランブリングにおけるA-移動の考察が挙げられる。また、方言を統語論の観点から研究している。それらは種々の論文や発表の形式で纏められている。一例として、主格表示の「が」と「の」の交替に着目し統語論の観点から八代弁を分析し、それを「熊本八代方言から日本語を見る――主格の『が』・『の』をめぐって」と題した論文にまとめている。
これらの研究において、吉村は「日本語の統語論研究において、方言の言語現象を研究の対象にすることはこれまでほとんどおこなわれていない」と指摘したうえで、統語の分野において共通語研究だけで解決できない課題に直面した場合、方言研究が理解を助けうると主張し、統語論と方言研究とのかかわりの重要性を訴えている。

## 略歴
- 1971年 - 明治学院大学文学部卒業。
- 1977年 - ブリティッシュコロンビア大学大学院教育学研究科修士課程修了。
- 1979年 - 昭和女子大学文学部講師。
- 1983年 - 南カリフォルニア大学東アジア言語文化学科レクチャラー。
- 1984年 - 南カリフォルニア大学大学院言語学研究科修士課程修了。
- 1992年 - 南カリフォルニア大学大学院言語学研究科博士課程修了。
- 1992年 - 静岡県立大学国際関係学部助教授。
- 1992年 - 静岡県立大学大学院国際関係学研究科助教授。
- 1998年 - 南カリフォルニア大学大学院客員研究員。
- 1999年 - 静岡県立大学国際関係学部教授。
- 1999年 - 静岡県立大学大学院国際関係学研究科教授。
- 2008年 - 静岡県立大学言語コミュニケーション研究センターセンター長。
- 2013年 - 静岡県立大学学長補佐（語学教育担当）。
- 2014年 - 静岡県立大学定年退職。
- 2014年 - 静岡県立大学国際関係学部特任教授。
- 2014年 - 静岡県立大学大学院国際関係学研究科特任教授。
- 2015年 - 静岡県立大学言語コミュニケーション研究センターセンター長。
- 2015年 - 静岡県立大学言語コミュニケーション研究センター特任教授。
- 2020年 - 静岡県立大学言語コミュニケーション研究センター客員教授。